# Anadora
Anadora es un género de escarabajos de la familia Buprestidae.

## Especies
- Anadora cupriventris Obenberger, 1922
- Anadora mechowi (Quedenfeldt, 1886)
- Anadora margotana Novak, 2010
- Anadora occidentalis Bellamy, 1986
- Anadora pavo (Gestro, 1881)
- Anadora rivularis Obenberger, 1924
- Anadora silvatica Bellamy, 1986